# Luke Eberl
Lucas Elliott „Luke“ Eberl (* 29. März 1986 in Boulder, Colorado) ist ein US-amerikanischer Filmschauspieler, der allerdings auch als Filmproduzent, Filmregisseur, Drehbuchautor und Filmeditor tätig ist.

## Leben
Eberl stand bereits in Filmen wie Phantoms (mit Ben Affleck und Peter O’Toole) oder Planet der Affen (mit Mark Wahlberg und Tim Roth) vor der Kamera. 2006 übernahm er eine Nebenrolle in Clint Eastwoods Kriegsfilm Letters from Iwo Jima. Seit 1998 war er in mehr als 30 Produktionen zu sehen. 
Auch war er Gastdarsteller in Fernsehserien wie Ein Hauch von Himmel, Boston Public, Für alle Fälle Amy und Cold Case – Kein Opfer ist je vergessen.
Seit 2002 begann der damals 16-jährige Kurzfilme zu drehen, für die er sich als Autor, Regisseur und Produzent verantwortlich zeigte.
Bisher veröffentlichte Kurzfilme waren 2002 der 19-minütige Incest mit Hallee Hirsh, Erick Avari und Courtland Mead und 2005 der bereits 48 Minuten lange Fellowship, ein Film, in dem wie in Incest Jungdarsteller (darunter Elijah Runcorn und Amy Perry) die Hauptrollen verkörperten. Weitere Produktionen folgten.
Im Jahre 2007 war Eberl als Autor und als Regisseur des Dramas Choose Connor tätig.